# 德国古典哲学
德国古典哲学一般是指康德、费希特、谢林、黑格尔和费尔巴哈的哲学，是代表西方近代哲学的最高阶段。它继承了由德国哲学家莱布尼茨代表的唯理主义倾向，同时又受到了苏格兰启蒙运动中著名哲学家休谟的经验主义和怀疑论的影响，此外以莱辛、歌德为代表的启蒙运动文学也对德国古典哲学起到了相当程度的影响。（斯宾诺莎的宿命论思想有时也被认为是德国古典哲学的重要思想来源之一。）在这些思想的共同影响下，德国古典哲学家总结并探讨了一系列哲学上的重大问题，尽管他们中的多数经常被泛泛地认为是唯心主义，但他们的主张却不是统一的。
康德是一个二元论者和不可知论者，他为了调和唯理主义和经验主义，提出了自己的批判哲学。费希特则持有一种主观唯心主义（后期也被认为倾向于客观唯心主义），谢林和黑格尔有时候被认为是客观唯心主义者，但事实上他们的意见是非常不同的。直到费尔巴哈以一种唯物主义的观点对黑格尔宏大的形而上学体系提出抨击，从而终结了德国古典哲学。
德国古典哲学具有抽象性和思辩性的特点，它最重大的意义在于从康德开始，世界观发生了巨大转变。世界再也不再是是其所是，理性再不只是被当作法则的附属品所对待，而是转变为由理性为世界立法，世界被认为是由我们的观察所决定的。跟随康德，产生了以叔本华为代表的唯意志主义；跟随费尔巴哈，产生了以马克思为代表的历史唯物主义，此外分析哲学、现象学等等哲学分支，甚至直到哈贝马斯都受到了德国古典哲学的重大影响。